# Diane Denish

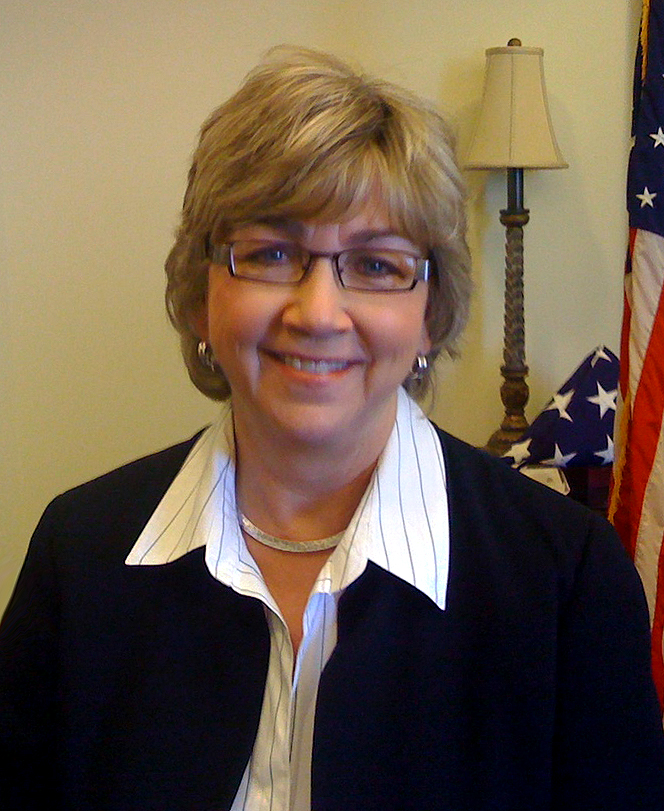
Diane Denish

Diane Daniels Denish (* 3. März 1949 in Hobbs, New Mexico) ist eine US-amerikanische Politikerin. Zwischen 2003 und 2010 fungierte sie im Bundesstaat New Mexico als Vizegouverneurin.

## Werdegang
Diane Denish wurde ungefähr vier Jahre nach dem Ende des Zweiten Weltkrieges im Lea County geboren. 1971 machte sie ihren Bachelor of Arts an der University of New Mexico in Albuquerque. Sie ist Anwältin. Mit ihrem Ehemann Herb Daniels hat sie drei gemeinsame Kinder: Spencer, Sara und Suzanne. Politisch gehört sie der Demokratischen Partei an. Sie nahm 2000, 2004 und 2008 als Delegierte an den Democratic National Conventions teil. Bei den Präsidentschaftswahlen des Jahres 2000 saß sie im Wahlmännerkollegium. 2002 wurde sie zur Vizegouverneurin von New Mexico gewählt – ein Posten, den sie von 2003 bis 2010 innehatte. Während dieser Zeit führte sie den Vorsitz im Children's Cabinet, im Individual Development Account Advisory Council, in der Military Base Planning Commission und der Mortgage Finance Authority. Ferner war sie 2008 im Democratic National Committee von New Mexico. 2010 kandidierte sie als Gouverneurin von New Mexico in der Nachfolge von Bill Richardson, unterlag aber der Republikanerin Susana Martinez.
Sie ist Eigentümerin von The Target Group. Derzeit lebt sie in Albuquerque.